# Brooks Island
Brooks Island är en ö i Bermuda (Storbritannien). Den ligger i parishen St. George's, i den nordöstra delen av landet, 13 km nordost om huvudstaden Hamilton.